# Zmulner See
Der Zmulner See, auch Moosebauerteich, ist ein Moorwasser tragender Toteissee in der Gemeinde Liebenfels nahe der Ortschaft Zmuln im oberen Glantal.
Das Becken des Zmulner Sees entstand durch Toteismasse aus dem Ast eines Gletschers, der sich im Glantal in westlicher Richtung zurückzog. Der See liegt in einem 40 ha großen Landschaftsschutzgebiet inmitten landwirtschaftlich intensiv genutzter Kulturflächen. Er entwässert über den Rohnsdorfer Bach in die nördlich gelegene Glan.

## Tiere im Zmulner See
Durch den Fischwassereigner sind folgende 8 Arten, teils durch Besatz gesichert, gemeldet:
- Barsch (Perca fluviatilis)
- Hecht (Esox lucius)
- Karpfen (Cyprinus carpio, mit natürlicher Reproduktion)
- Rotauge (Rutilus rutilus)
- Rotfeder (Scardinius erythrophthalmus)
- Schleie (Tinca tinca, besetzt)
- Wels (Silurus glanis)
- Brachse (‘‘ Abramis brama‘‘)
- Zander (Sander lucioperca)

Der Zmulner See beherbergt einen Edelkrebsbestand (Astacus astacus).